# Несецкий, Каспер
Ка́спер Несе́цкий (пол. Kasper Niesiecki; 31 декабря 1682 — 9 июля 1744, Красныстав) — польский генеалог, геральдист, иезуит, лексикограф, писатель, теолог и проповедник. Наиболее известен как создатель гербовника под заглавием «Korona Polska» (рус. «Корона Польская»), изданного в четырёх томах во Львове в 1728—1743 годах.

## Биография
Точного места рождения Каспера Несецкого до сих пор не удалось установить. Из иезуитских каталогов можно предположить, что он происходил из Великопольши, вероятно, из деревни Несетино, что около Лодзи, хотя Несецкие никогда не были владельцами этого села. До сих пор не уточнено, был ли Несецкий точно шляхетского происхождения и владел ли приписываемым ему гербом «Порай»; в собственный гербовник Несецкий свою фамилию не внёс. Источники часто приводят разные даты дня рождения Несецкого, его смерти, вступления в орден и принятия орденских обетов. В итоге приняты те, которые выступали чаще всего, или были хронологически близки описываемым событиям: родился 31 декабря 1682, в орден вступил 2 сентября 1699, первый орденский обет принял 22 июля 1701, священническое рукоположение принял в июне 1710, принятые им четыре орденских обета сложил в возрасте 35-и лет, а именно — 19 марта 1717, умер — 9 июня 1744 года в возрасте 62 лет в Красныставе.
1699—1701 годы провёл в послушничестве в Кракове, потом в течение трёх лет изучал философию в Люблине. На протяжении трёх последующих лет (1704—1707) изучал в классах инфиму, грамматику, поэтику в Луцке, Люблине и Кросне. В 1707—1711 годах изучал теологию в Кракове, а потом ещё в течение года орденское право на так называемой третьей пробации в Ярославе. В 1712—1714 годах находился по очереди в Быдгоще и Хойнице, где был профессором риторики и поэтики, летописцем коллегии, членом совета коллегии, секретарём заседаний совета, а также духовником. 1714/1715 учебный год провёл в Калише, преподавая риторику и математику, там же служил управляющим. В 1715—1723 годах Несецкий находился в Раве Мазовецкой (1715/1716), Кракове (1716/1717; 1721/1722), Люблине (1717—1718), Калише (1718—1719), Львове (1719/1720; 1722/1723) и Красныставе (1720/1721), везде выполняя обязанности проповедника.
С 1724 года пожаловал в Красныстав, в 1726 году исполняя здесь обязанности регента семинара, префекта костёла, был профессором духовной теологии. С 1727 года был управляющим костёла и пастырем. В 1740 году ненадолго уехал из Красныстава и в течение года заведовал дворянским конвиктом в Сандомире. В 1741 году вернулся в Красныстав, где до 1744 года был советником ректора, а также занимался душпасторством.
Кроме упомянутых уже ранее местностей, Несецкий, вероятнее всего, посетил Брест-Литовский, Гданьск, Енджеюв, Лежайск, Лович, Межирич, Пельплин, Суха-Бескидзку, Торунь, Варшаву, Замость. Часто заглядывал во Львов, чтобы присмотреть за изданием гербовника. В Краков выезжал провозглашать говение и экзорты. Из его корреспонденции установлено, что он переписывался с Юзефом Александром Яблоновским, а также с семейством Прозоров. Кроме того, несколько недель пребывал в Самборе в 1729 году, во время похоронных мероприятий мазовецкого воеводы Станислава Хометовского (ум. в 1728). Фрагмент рукописи «Короны Польской» (возможно, и другие материалы Несецкого) попал в частную библиотеку Залуских, но до наших дней не сохранился.
Не сохранилось также ни одного изображения самого Каспера Несецкого. В бумагах ротмистра Симона Реплина Вояковского, придворного короля Станислава Лещинского, содержится следующая характеристика Несецкого: «умеренного роста, черноволосый, черты лица благородные, говорил гладко и был во всех предметах историй, которых касался, очень ловким». Несецкий любил работать по вечерам. Разбирался в строительстве и свободные минуты проводил на стройплощадке иезуитского костёла во Львове. Вёл хороший и чёткий личный журнал, осуществлял опись корреспонденции. Вояковский в своих бумагах ссылался на личное знакомство с Несецким: «я близко знал его, встречал в покоях у больших господ, часто сильно обеспокоенного, потому что большие огорчения и негодяйства вместо благодарности от разных забот от шляхты испытал, а поскольку был большой холерик, многое это его обходило». Дальше Вояковский писал о гонениях на Несецкого, описывая такие случаи, «что, когда шляхтич входил с жалобой, берущий спрашивал, не на Несецкого ли», так же описывал случай выбиванием оконных стёкол в Красныставе и о конфликте с воеводой волынским Михаилом Потоцким, который «ему раз у себя указал ему на дверь». Все эти огорчения частично и привели к смерти геральдиста.
Иезуитский геральдист был похоронен в костёле иезуитов в Красныставе. 21 мая 1849 года в костёле обвалился купол, завалив могилы. Из корреспонденции, которую Несецкий должен был осуществлять работая над гербовником, сохранились только три письма, подписанные епископом Юзефом Анджеем Залуским, работником Национальной Библиотеки в Варшаве (от 15 декабря 1729, от 26 ноября 1732, и от 20 марта 1739 года), а также ещё одно письмо от 13 октября 1740 года, направленное Михаилу Казимиру Радзивиллу «Рыбоньке».

## Научная деятельность

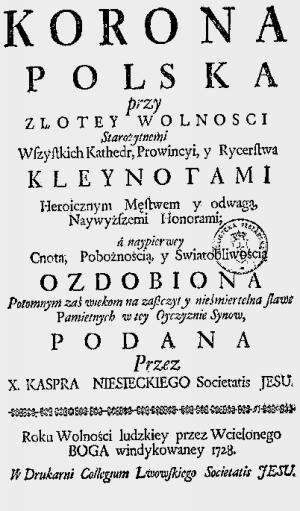
«Korona Polska», Львов, 1728.

Основной труд Несецкого — гербовник под названием «Korona Polska» (рус. «Корона Польская»), изданный в четырёх томах во Львове в 1728—1743 годах. Пользовавшийся длительной и широкой популярностью, этот труд имел огромный авторитет в глазах представителей привилегированных слоёв польского общества: 
Когда речь шла о женитьбе сына или о выдаче замуж дочери, прежде всего справлялись, что говорит Несецкий о роде претендента или претендентки, о их предках и их родстве. Лицу, которое не попадало в этот альманах Несецкого, был закрыт доступ в родовитое общество….
В 1839—1845 гг. труд Несецкого выдержал второе издание, под названием «Herbarz polski» (рус. «Польский гербовник»); эта публикация содержит многочисленные редакторские дополнения и примечания, которые, по мнению исследователей, не имеют большой научной ценности.
Перу Несецкого также принадлежит трактат по астрономии (1714).

## Основные труды
- Korona Polska przy Złotey Wolnosci Starożytnemi Wszystkich Kathedr, Prowincyi y Rycerstwa Kleynotami Heroicznym Męstwem y odwagą, Naywyższemi Honorami a naypierwey Cnotą, Pobożnością y Swiątobliwością Ozdobiona … Архивная копия от 3 февраля 2014 на Wayback Machine — T. 1—4. — Lwów: w drukarni Collegium Lwowskiego Societatis Jesu, 1728—1743. (пол.)
- Herby y familie rycerskie tak w Koronie jako y Wielkim Xięstwie Litewskim zebrane przez X. Kaspra Niesieckiego. — T. 1—3. — Lwow: w drukarni Collegium Lwowskiego Societatis Jesu, 1728—1740. (пол.)
- Herbarz polski Kaspra Niesieckiego S. J. powiększony dodatkami późniejszych autorów, rękopismów, dowodów urzędowych. Архивная копия от 4 августа 2012 на Wayback Machine — T. 1—10. — Lipsk: Wydanie Jana Nep. Bobrowicza, 1839—1845. (пол.)